# ميزانيغو
ميزانيغو؛ (ميزانيغو) أي كومون (البلدية) مدينة جنوة الحضرية في الإيطالية المنطقة ليغوريا، تقع حول 35 كيلومتر (22 ميل) شرق جنوة.

## الموقع
تقع هذه المدينة على نهر ستورالا في وادي يحمل نفس الاسم المسافة إلى العاصمة الليغورية جينوا على وشك 57 كيلومتر (35 ميل).
ميزانيغو واقعه على حد البلديات الاتيه: بورزوناسكا، كاراسكو، ني، سان كولومبانو سيرت إرمنولي، تورنولو.

## روابط خارجية
- الموقع الرسمي